# Yazır

Das Zeichen der Yazır

Die Yazır waren ein oghusischer Stamm.
Mahmud al-Kāschgharī erwähnte sie unter dem Namen Yazğır als einen der 24 oghusischen Stämme. Als Totemtier hatten sie einen Merlin. Ihr Stammesname bedeutet im Alttürkischen dessen Heimat ist großflächig.